# Ябаллаха I
Мар Ябалла́ха I (также Ябалаха, Йавалаха; сир. ܗܒܐܠܗܐ; с сир. «Бог дал») — епископ Селевкии-Ктесифона, католикос Церкви Востока с 415 года по 420 год. 
Избран католикосом Церкви Востока в 415 году, в 417—419 годах был направлен шахом Сасанидской империи Йездегердом I (399—420) в составе посольства в Византию в знак полного примирения держав. В 420 году незадолго до краткого периода преследований христиан в Персии, который совпал со вспышкой очередного военного конфликта между Восточной Римской империей и Сасанидской Персией, был созван поместный собор Церкви Востока, который подтвердил верность определениям Первого Вселенского собора (325), а также ряда других важных поместных соборов церкви Византии IV века. Католикос Ябаллаха I умер в 420 году.

## Биография
В 417—419 годах Ябаллаха в составе персидского посольства был направлен в Византию. Согласно «Хронике Сеерта» Ябаллаха вернулся из Константинополя с богатыми дарами, благодаря которым была отреставрирована соборная церковь в Селевкии-Ктесифоне и построены новые храмы. Таким образом предстоятель христианской церкви Персии принял активное участие в политическом урегулировании отношений между Византией и Персией. В конце 419 года Мар Акакий, епископ Амиды был отправлен византийским императором Феодосием II с ответным визитом к шаху Йездегерду в Селевкию-Ктесифон. Присутствие в Персии византийского епископа стало поводом для поместного собора 10-ти митрополитов и епископов во главе с католикосом Мар Ябаллахой, созванного в 420 году.
На соборе 420 года был подтверждён авторитет и каноничность собора Мар Исаака (410 год), добавив к своей приверженности Первому Вселенскому собору (325) принятие других поместных соборов Запада (т. е. церкви Византии): Анкирского, Неокесарийского, Гангрского, Лаодикийского.  Епископы обратились к Ябаллахе с просьбой установить каноны, которыми они могли бы руководствоваться, обязательные и одинаковые для всех, и чтобы каждый получил их «из его рук»:

«Благодаря блаженному Мар Исааку, который был епископом Селевкии-Ктесифона в то время, и верному епископу Маруте, были совершены некоторые исправления в церквях Христовых. Но поскольку они (епископы) не были знакомы с установлениями в их совокупности — в полноте святого собора и в точном предании — особенно с канонами отцов эти (каконы) не были установлены; таким образом, они приняли то, что было необходимо в то время. Когда большая часть наших братьев-епископов отошла от мира сего, и многое не было установлено, не было совершенного средства от прежней болезни, которая умножала невежество. Разделения и расколы происходили в том или ином месте до сего дня, как это было от старой закваски невежества, из-за гордых, злых, неблагодарных и тех, кто не знает мира. С тех пор все мы, епископы, которые, согласно воле нашего почитаемого Бога, Христа, нашей надежды и Святого Духа, нашего кормчего, собрались из разных мест в Селевкию-Ктесифон с сослужителями нашего народа, к нашему отцу, достопочтенному Мар Ябаллахе, и к его брату, достопочтенному Мар Акакию, епископу и посланнику. Вместе мы просим Ваше Превосходительство, чтобы эти каконы, которые были установлены славными отцами и благословенными епископами в Кафолической Церкви всей страны римлян, которые до сих пор тщательно и усердно соблюдались там, были даны каждому из нас Вашим Превосходительством, нашим достопочтенным отцом, главой и отцом всех наших братьев, епископов, которые находятся во всём царстве славного, могущественного и миролюбивого Йездигерда, царя царей. Рукой Вашего Превосходительства мы могли бы получить совершенное предание канонов наших отцов и могли бы усердно хранить их и размышлять о них день и ночь, так что они стали бы наставничеством и просвещением для нас и нашего собора. Каждый из нас — мы и все те, кто взойдёт на наше место после нас и займёт наши кафедры — возблагодарим Вас перед почитаемым Богом за Ваше начинание. Наши ноги встанут на правильный путь и традиции через Ваше усердие и по указанию Вашего слова мы откроем заповеди и сохраняющие закон наших прославленных отцов и благословенных епископов. Мы будем стоять в единой истинной вере отцов, епископов, которая была передана прославленными апостолами. Так же мы будем руководствоваться канонами, которые их Ваше превосходительство установило в разное время, так что не будет совершенно ничего, даже в малейшей степени чуждого между нами и ими, так что, как мы все в одном теле Христа, так и мы будем согласны в совершенстве их божественной и полной любви и совершенном порядке».
Католикос Ябаллаха I умер в 420 году. Его преемником, при вмешательстве военачальника Михр-Нарсе был избран Мана, митрополит Парса (выпускник Эдесской богословской школы).